# 2016-os Formula–E Mexikóváros nagydíj
A 2016-os Mexikóváros nagydíjat március 12-én rendezték. A pole-pozíciót és a futamgyőzelmet egyaránt Jérôme d’Ambrosio szerezte meg, miután Lucas di Grassit a verseny után diszkvalifikálták.

## Időmérő
| Poz. | #  | Versenyző              | Csapat           | Idő        | Superpole |
| ---- | -- | ---------------------- | ---------------- | ---------- | --------- |
| 1    | 7  | Jérôme d’Ambrosio      | Dragon Racing    | 1:03,992   | 1:03,705  |
| 2    | 8  | Nicolas Prost          | e.dams Renault   | 1:03,877   | 1:04,013  |
| 3    | 11 | Lucas di Grassi        | Audi Sport Abt   | 1:03,990   | 1:04,023  |
| 4    | 66 | Daniel Abt             | Audi Sport Abt   | 1:04,077   | 1:04,335  |
| 5    | 9  | Sébastien Buemi        | e.dams Renault   | 1:03,667   | 1:05,183  |
| 6    | 25 | Jean-Éric Vergne       | DS Virgin Racing | 1:04,268   |           |
| 7    | 55 | António Félix da Costa | Team Aguri       | 1:04,371   |           |
| 8    | 6  | Loïc Duval             | Dragon Racing    | 1:04,492   |           |
| 9    | 23 | Nick Heidfeld          | Mahindra Racing  | 1:04,523   |           |
| 10   | 4  | Stéphane Sarrazin      | Venturi          | 1:04,583   |           |
| 11   | 2  | Sam Bird               | DS Virgin Racing | 1:04,594   |           |
| 12   | 28 | Simona de Silvestro    | Amlin Andretti   | 1:04,606   |           |
| 13   | 27 | Robin Frijns           | Amlin Andretti   | 1:04,959   |           |
| 14   | 12 | Mike Conway            | Venturi          | 1:05,108   |           |
| 15   | 77 | Salvador Durán         | Team Aguri       | 1:05,452   |           |
| 16   | 88 | Oliver Turvey          | NEXTEV TCR       | 1:06,166   |           |
| 17   | 21 | Bruno Senna            | Mahindra Racing  | 1:07,724   |           |
| 18   | 1  | Nelson Piquet, Jr.     | NEXTEV TCR       | Idő nélkül |           |

## Futam

### Fanboost
Az alábbi versenyzők használhatták a Fanboost-ot.
|    | #  | Versenyző        | Csapat           |
| -- | -- | ---------------- | ---------------- |
| 1. | 11 | Lucas di Grassi  | Audi Sport Abt   |
| 2. | 77 | Salvador Durán   | Team Aguri       |
| 3. | 25 | Jean-Éric Vergne | DS Virgin Racing |

### Futam
| Helyezés | Rajtszám | Versenyző              | Csapat           | Kör | Idő/Kiesés oka | Rajthely | Pont |
| -------- | -------- | ---------------------- | ---------------- | --- | -------------- | -------- | ---- |
| 1        | 7        | Jérôme d’Ambrosio      | Dragon Racing    | 43  | 48:28,409      | 1        | 28*  |
| 2        | 9        | Sébastien Buemi        | e.dams Renault   | 43  | +0,106         | 5        | 18   |
| 3        | 8        | Nicolas Prost          | e.dams Renault   | 43  | +25,537        | 2        | 17*  |
| 4        | 6        | Loïc Duval             | Dragon Racing    | 43  | +26,358        | 8        | 12   |
| 5        | 27       | Robin Frijns           | Amlin Andretti   | 43  | +28,477        | 13       | 10   |
| 6        | 2        | Sam Bird               | DS Virgin Racing | 43  | +28,928        | 11       | 8    |
| 7        | 66       | Daniel Abt             | Audi Sport Abt   | 43  | +30,051        | 4        | 6    |
| 8        | 23       | Nick Heidfeld          | Mahindra Racing  | 43  | +36,373        | 9        | 4    |
| 9        | 4        | Stéphane Sarrazin      | Venturi          | 43  | +37,291        | 10       | 2    |
| 10       | 21       | Bruno Senna            | Mahindra Racing  | 43  | +37,603        | 17       | 1    |
| 11       | 88       | Oliver Turvey          | NEXTEV TCR       | 43  | +38,598        | 16       |      |
| 12       | 12       | Mike Conway            | Venturi          | 43  | +38,790        | 14       |      |
| 13       | 1        | Nelson Piquet, Jr.     | NEXTEV TCR       | 43  | +42,351        | 18       |      |
| 14       | 28       | Simona de Silvestro    | Amlin Andretti   | 43  | +43,971        | 12       |      |
| 15       | 77       | Salvador Durán         | Team Aguri       | 43  | +1:03,082      | 15       |      |
| 16       | 25       | Jean-Éric Vergne       | DS Virgin Racing | 42  | +1 kör         | 6        |      |
| Ki       | 55       | António Félix da Costa | Team Aguri       | 32  | Kiesett        | 7        |      |
| Kiz      | 11       | Lucas di Grassi        | Audi Sport Abt   | 43  | Kizárva        | 3        |      |

Jegyzetek:
- 3 pont a Pole-pozícióért.
- 2 pont a futamon futott leggyorsabb körért.

## A világbajnokság élmezőnyének állása a verseny után
(Teljes táblázat)
| H  | Versenyzők        | Pont | H  | Konstruktőrök    | Pont |
| -- | ----------------- | ---- | -- | ---------------- | ---- |
| 1. | Sébastien Buemi   | 98   | 1. | e.dams Renault   | 136  |
| 2. | Lucas di Grassi   | 76   | 2. | Dragon Racing    | 102  |
| 3. | Sam Bird          | 60   | 3. | Audi Sport Abt   | 92   |
| 4. | Jérôme d’Ambrosio | 58   | 4. | DS Virgin Racing | 66   |
| 5. | Loïc Duval        | 44   | 5. | Mahindra Racing  | 39   |

- Jegyzet: Csak az első 5 helyezett van feltüntetve mindkét táblázatban.